# Guaratinga
Guaratinga là một đô thị thuộc bang Bahia, Brasil. Đô thị này có diện tích 2324,317 km², dân số năm 2007 là 23501 người, mật độ 10,1 người/km².